# Jeanne Cressanges
Jeanne Cressanges, nom de plume de Jeanne Mouchonnier, née le 6 mai 1929 à Noyant-d'Allier (Allier) et morte le 27 juillet 2024 à Golbey (Vosges), est une femme de lettres française, scénariste-dialoguiste, essayiste et romancière.

## Biographie
Jeanne Cressanges est née dans un milieu modeste du Bourbonnais. Sa famille paternelle est une famille de plâtriers-peintres de Dompierre-sur-Besbre, sa famille maternelle est une famille paysanne de Noyant-d'Allier. Son père, Jules Mouchonnier, travaille pour les chemins de fer. Elle grandit à Saint-Sornin, dans la campagne bourbonnaise.
Entre 1960 et 1970, elle est lectrice chez Julliard et chroniqueuse aux Nouvelles littéraires. En 1968, elle s'installe à Épinal, pour suivre son mari. Le département des Vosges a servi de cadre à plusieurs de ses romans, comme Les Eaux rouges et Le Luthier de Mirecourt.

## Œuvres

### Romans
- La Femme et le manuscrit, Grasset (1959).
- La Feuille de bétel, Casterman, (1962), J'ai lu (1970), Des Figures et des Lieux (2006)[6].
- Le Cœur en tête, Casterman (1963), Julliard (1970) - Prix de la ville de Vichy 1964.
- La Part du soleil, Julliard (1967), J'ai lu (1971).
- La Chambre interdite, Julliard, (1969), J'ai lu (1973).
- Mourir à Djerba, Denoël (1973).
- La Mariée de Saint-Médard, Flammarion (1984) - Jeanne Cressanges a été reçue par Bernard Pivot à Apostrophes pour ce roman.
- Les Eaux rouges, F. Bourin (1988), Julliard (1991), Livre de poche (2004), S. Domini éd. (2017). Jeanne Cressanges a été reçue par Bernard Pivot à Apostrophes pour ce roman.
- Les Trois Naissances de Virginie, Julliard (1995) - Prix Allen.
- Un Amour de 48 heures, Flammarion (1997).
- Le Luthier de Mirecourt, Denoël (1999), Gallimard, coll. « Folio » (2005).
- Les Ailes d'Isis, Le Cherche-midi (2002), Gallimard, coll. « Folio » (2005) - Feuille d'or de la ville de Nancy.
- Le Soleil des pierres, Le Cherche-Midi (2005) - Prix Erckmann-Chatrian.
- Un père en héritage, S. Domini (2019).
- Le Bout du monde, Christine Bonneton (2023).
- Une femme si tranquille, Christine Bonneton (2024).

### Essais
- Les Chagrins d'amour, Grasset (1976).
- La vraie vie des femmes commence à quarante ans[7], Grasset (1979).
- Ce que les femmes n' avaient jamais dit, Grasset (1982) - Jeanne Cressanges a été reçue par Bernard Pivot à Apostrophes pour cet essai.
- Parlez-nous d’amour, Flammarion (1986).
- Seules, F. Bourin (1992).

### Récit
- La Petite fille aux doigts tachés d'encre, Flammarion (1985).

### Nouvelles
- Soledades, Éd. du Murmure (2012).
- Rencontres, Éd. du Murmure (2014).
- Entre deux sourires, S. Domini (2016).
- Lointaines enfances, dessins de Clair Arthur, Gérard Louis (2023).

### Divers
- Je vous écris d'Épinal, S. Domini (2009).
- Je vous écris du Bourbonnais[8], S. Domini (2011) - Prix Allen.
- Mes Vosges. Itinéraires amoureux[5], S. Domini (2014).

### Adaptations cinématographiques, scénarios et dialogues
- L'Étrangère, film de Sergio Gobbi (1968), en collaboration avec le réalisateur.
- Maldonne, film de Sergio Gobbi (1969), en collaboration avec le réalisateur.
- Une fille nommée Amour, film de Sergio Gobbi (1969), en collaboration avec le réalisateur.
- Delphine, film d'Éric Le Hung (1970), en collaboration avec le réalisateur.
- La Fin d'une liaison, téléfilm d'Edmond Tyborowski, adapté du roman de Graham Greene (1971), en collaboration avec Maurice Chapelan[9].
- La Feuille de bétel, feuilleton en quatre épisodes d'Odette Collet, adapté de son roman La Feuille de bétel (1973).

## Hommages
- Son nom a été donné à la bibliothèque-médiathèque de Dompierre-sur-Besbre[4], inaugurée le 23 janvier 2010.
- Son nom a été donné à l'ancienne place de la Pagode à Noyant-d'Allier.
- Présidente d'honneur de l'association Pré-Textes.

## Distinctions
- Chevalier de l'ordre des Arts et des Lettres (2020)[10],[11],[12]
- Chevalière de l'ordre des Arts et des Lettres[10],[11],[12]